# So Small
«So Small» (англ. Настільки незначне) — перший сингл другого студійного альбому американської кантрі-співачки Керрі Андервуд — «Carnival Ride». В США пісня вийшла 28 серпня 2007. Пісня написана Андервуд, Гілларі Ліндсі та Люком Лердом; спродюсована Марком Брайтом. Прем'єра музичного відео відбулась 20 вересня 2007. Сингл отримав платинову сертифікацію від американської компанії RIAA.

## Створення пісні
Пісня «So Small» стала першим синглом Андервуд, в написанні якого вона брала участь персонально. Попередньо Андервуд брала участь у створенні пісні «I Ain't In Checotah Anymore» із її дебютного альбому «Some Hearts», проте композиція не вийшла у якості окремого синглу.
Щодо пісні «So Small» Андервуд коментувала:
| Ліві лапки | "So Small" про те, як часто люди приділяють всю свою увагу на речі, які не є справді важливими для них; і ви не зрозумієте цього доти, поки не стане занадто пізно. Ми всі в цьому винні, як і я знаю я є; коли просто дозволяємо дурнуватим речам ставати нам на шляху. Найменша дрібничка може повністю зруйнувати мій день, і в певний момент я кажу до себе: "Господи! Керрі! Що ти робиш?". Я маю чудове життя, і ми всі маємо пам'ятати про речі, які є справді важливими. | Праві лапки |

## Випуск синглу
На кантрі-радіостанціях пісня офіційно вийшла 31 липня 2007.
У цифровому форматі сингл вийшов 14 серпня 2007 у Napster. В той же день він почав продаватися в канадських магазинах iTunes, але після декількох днів пісню зняли з продажу. 28 серпня 2007 пісня стала доступною на постійній основі у магазинах Napster та американських магазинах iTunes.

## Виконання вживу
7 листопада 2007 Андервуд вперше виконала «So Small» на сцені 2007 Country Music Association Awards.

## Нагороди та номінації

### 2010 CMA Triple-Play Awards
| Рік  | Номіновано | Нагорода                                                             | Результат |
| ---- | ---------- | -------------------------------------------------------------------- | --------- |
| 2010 | "So Small" | Triple-Play Songwriter (разом із "All-American Girl" та "Last Name") | Перемога  |

### 2008 CMT Music Awards
| Рік  | Номіновано | Нагорода                 | Результат |
| ---- | ---------- | ------------------------ | --------- |
| 2008 | "So Small" | Female Video of the Year | Номінація |

### 14th Inspirational Country Music Awards
| Рік  | Номіновано | Нагорода                                      | Результат |
| ---- | ---------- | --------------------------------------------- | --------- |
| 2008 | "So Small" | Inspirational Country Music Video of the Year | Номінація |

### 2008 BMI Awards
| Рік  | Номіновано | Нагорода                                  | Результат |
| ---- | ---------- | ----------------------------------------- | --------- |
| 2008 | "So Small" | Songwriter of the Year (Carrie Underwood) | Перемога  |

## Музичне відео

Момент зіткнення автівок у відеокліпі

Музичне відео зрежисоване Романом Вайтом. Прем'єра музичного відео була запланована на 13 вересня на каналі CMT, проте була відкладена до 20 вересня 2007. Того дня канал CMT перейменував себе на Carrie Music Television і транслював відеокліп «So Small» із 6 ранку до полудня безперервно, програючи відео в цілому 66 разів. 20 вересня відео стало доступним для купівлі ексклюзивно в магазинах iTunes. Станом на травень 2018 музичне відео мало 28 мільйонів переглядів на відеохостингу YouTube.
Відео починається із дівчини-підлітка, яка йде в сутінках по дорозі із рюкзаком на спині. Флешбеки показують, як вона свариться зі своєю матір'ю перед тим, як вибігає із будинку. В протилежних сторонах до неї наближаються дві машини, одну з яких веде чоловік (грає актор Крістіан Кейн), а іншу жінка у сльозах. Коли машина жінки наближається до підлітка, дівчина встає перед машиною в спробі покінчити життя. Жінка вивертає машину в ліву частину дороги, аби не наїхати на неї, і врізається у машину, яку веде чоловік. Обидві машини застигають у зіткненні, а їх пасажири залишаються неушкодженими і не ураженими від зіткненням. Передні частини машин мнуться від удару, а частинки від розбитого вітрового скла розлітаються по всім бокам. Чоловік і жінка пригадують, як сварилися зі своїми родинами і покидали їх. Коли ніч змінюється сходом сонця, зіткнення починає йти у зворотню сторону, і підліток ступає назад замість того, аби зробити крок на дорогу. Бачачи це, обидві чоловік та жінка зупиняють свої машини та виходять із них. Відео закінчується тим, що всі троє повертаються назад до своїх домівок та миряться зі своїми родинами.
Протягом відео Андервуд стоїть у сукні посередині дороги та виконує пісню для музично відео.

## Список пісень
| #  | Назва      | Тривалість |
| -- | ---------- | ---------- |
| 1. | «So Small» | 3:37       |

## Чарти
На тижні від 18 серпня 2007 пісня «So Small» дебютувала на 20 місце чарту Hot Country Songs. Вперше за 43 роки сингл жінки, яка виконує пісні в стилі кантрі, дебютував на цьому чарті в топі-20. Цей рекорд було побито у 2012 Тейлор Свіфт із її синглом «We Are Never Ever Getting Back Together». На тижні від 18 серпня 2007 пісня також дебютувала на 13 місце чарту Billboard Bubbling Under Hot 100 Singles. Через два тижні сингл дебютував на 98 місце чарту Billboard Hot 100. Через три тижня чартування пісня стрибнула на 76 позицій, продаючи 71,000 цифрових копій за тиждень: із 93 на 17 місце. Пісня стала 5-м синглом Андервуд, який увійшов у топ-5 чарту.
Тижневі чарти
| Чарт (2007)                                     | Місце |
| ----------------------------------------------- | ----- |
| Canadian Hot 100                                | 14    |
| Canadian Radio & Records Country Singles        | 3     |
| U.S. Billboard Hot Country Songs                | 1     |
| U.S. Billboard Hot 100                          | 17    |
| U.S. Billboard Pop 100                          | 23    |
| U.S. Billboard Hot Christian Adult Contemporary | 21    |

Річні чарти
| Чарт (2007)                      | Місце |
| -------------------------------- | ----- |
| U.S. Billboard Hot Country Songs | 37    |

## Продажі
| Країна     | Сертифікація (таблиця продажів та сертифікатів) | Продажі    |
| ---------- | ----------------------------------------------- | ---------- |
| США (RIAA) | Платина                                         | +1,088,000 |

## Історія релізів
| Країна        | Дата           | Формат               | Лейбл            |
| ------------- | -------------- | -------------------- | ---------------- |
| Канада        | 14 серпня 2007 | Цифрове завантаження | Sony Music       |
| Австралія     | 14 серпня 2007 | Цифрове завантаження | Sony Music       |
| США           | 28 серпня 2007 | Цифрове завантаження | Arista Nashville |
| Канада        | 28 серпня 2007 | Airplay              | Sony Music       |
| Австралія     | 28 серпня 2007 | Airplay              | Sony Music       |
| США           | 28 серпня 2007 | Airplay              | Arista Nashville |
| Нова Зеландія | 30 жовтня 2007 | Цифрове завантаження | Sony Music       |